# تفلیک اسید
تفلیک اسید (به انگلیسی: Teflic acid) با فرمول شیمیایی HF۵OTe یک ترکیب شیمیایی است. که جرم مولی آن ۲۳۹٫۶ g/mol می‌باشد. شکل ظاهری این ترکیب، جامد بی رنگ است.